# Заборовка (Псковський район)
Заборовка (рос. Заборовка) — присілок в Псковському районі Псковської області Російської Федерації.
Населення становить 24 особи. Входить до складу муніципального утворення Серьодкинська волость.

## Історія
Від 2015 року входить до складу муніципального утворення Серьодкинська волость.

## Населення
| 2001 | 2002 | 2010 |
| ---- | ---- | ---- |
| 44   | ↘39  | ↘24  |